# Riuttasaari (ö i Birkaland, Övre Birkaland, lat 62,13, long 23,90)
Riuttasaari är en ö i Finland. Den ligger i sjön Vaskivesi och Visuvesi och i kommunen Ruovesi i den ekonomiska regionen  Övre Birkalands ekonomiska region  och landskapet Birkaland, i den sydvästra delen av landet, 220 km norr om huvudstaden Helsingfors. Öns area är 0,7 hektar och dess största längd är 110 meter i nord-sydlig riktning.